# Каллантсог
Каллантсог (нід. Callantsoog) — село в нідерландській провінції Північна Голландія, на узбережжі Північного моря. Входить до муніципалітету Схаген.
Його площа становить 22,17 км², а населення станом на 2021 рік складало 2 145 осіб.
Перша згадка про населений пункт датується початком 15-го сторіччя.
До 1990 року мало статус окремого муніципалітету.

## Галерея

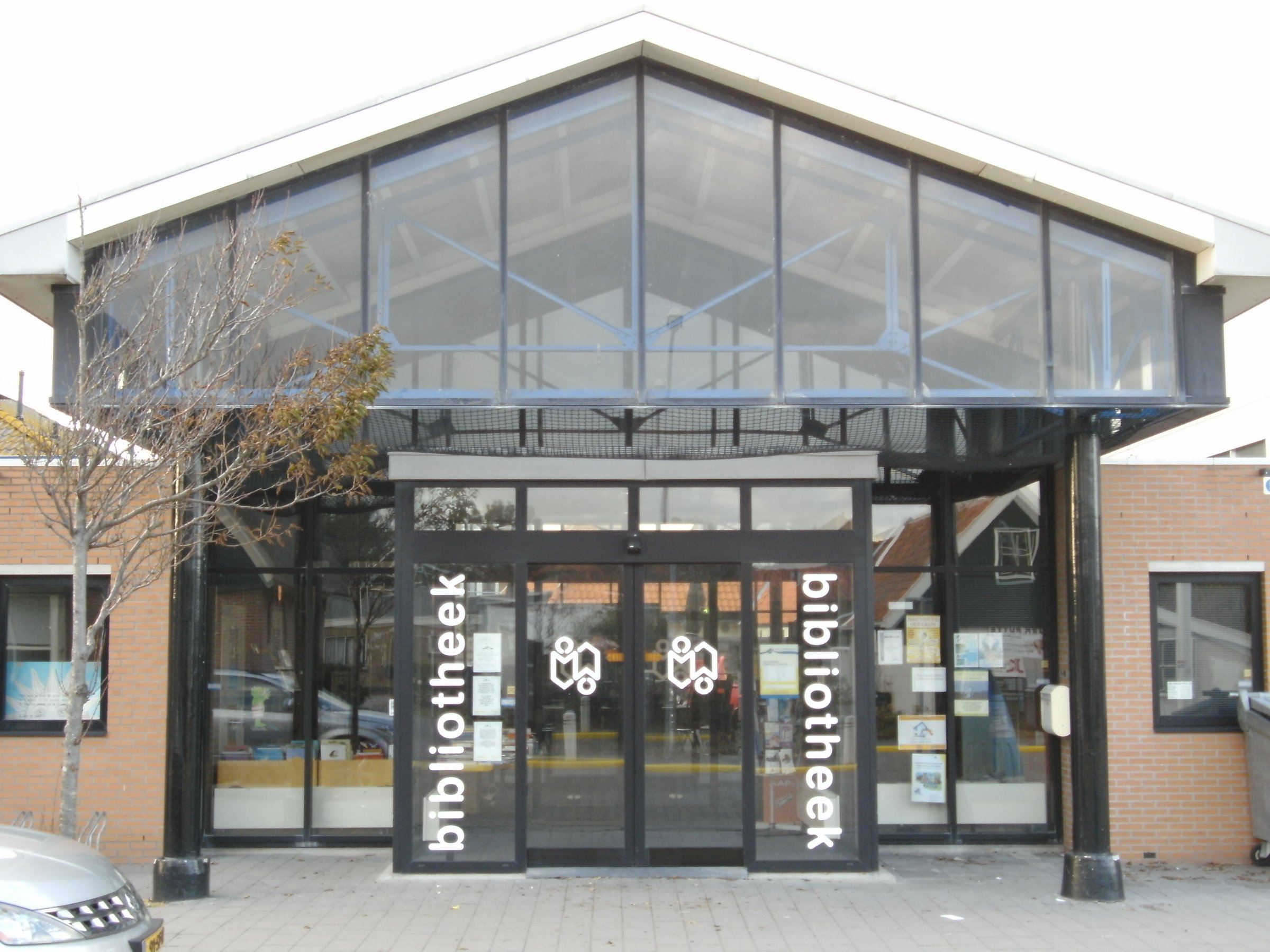
Бібліотека у Каллантсозі
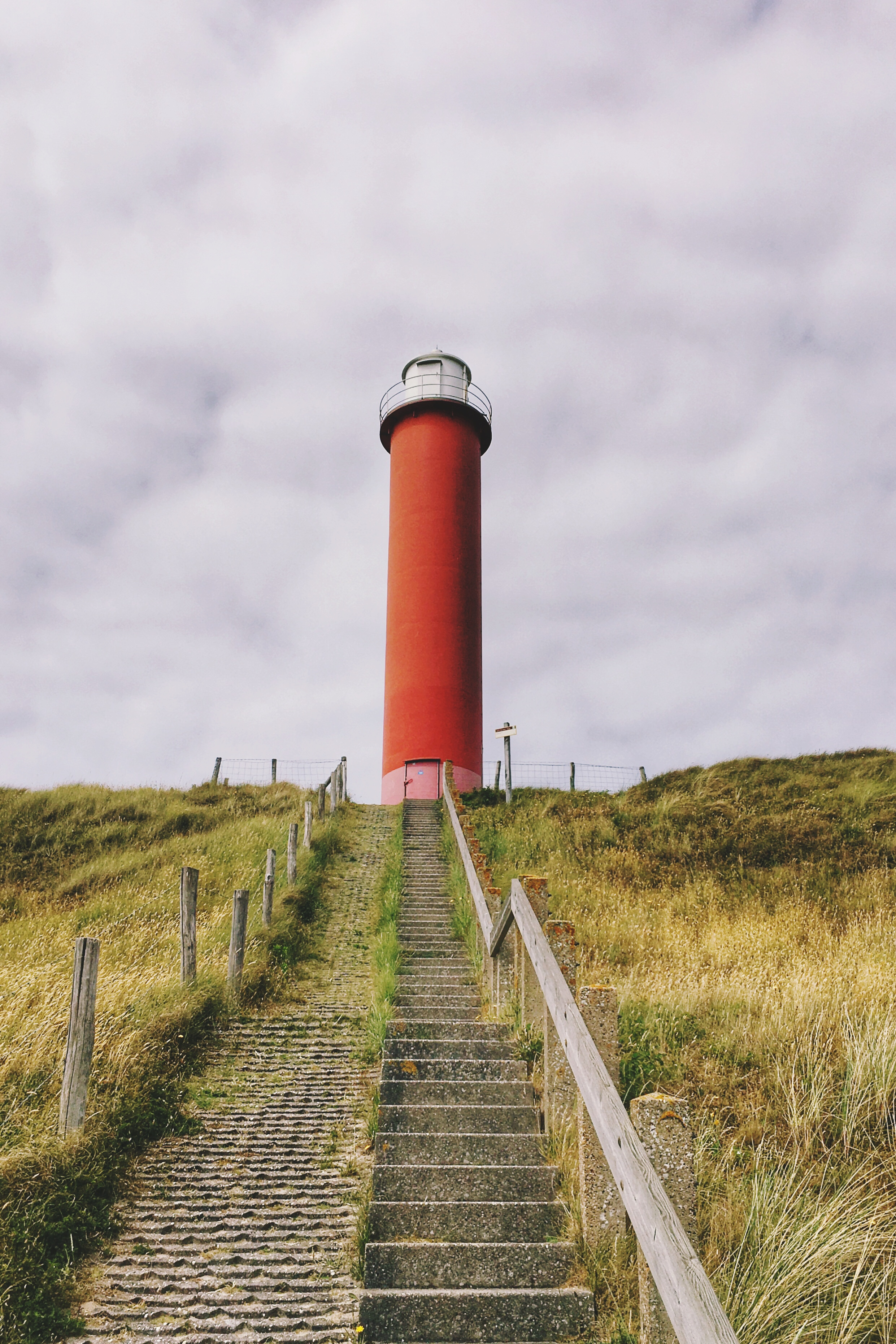
Маяк
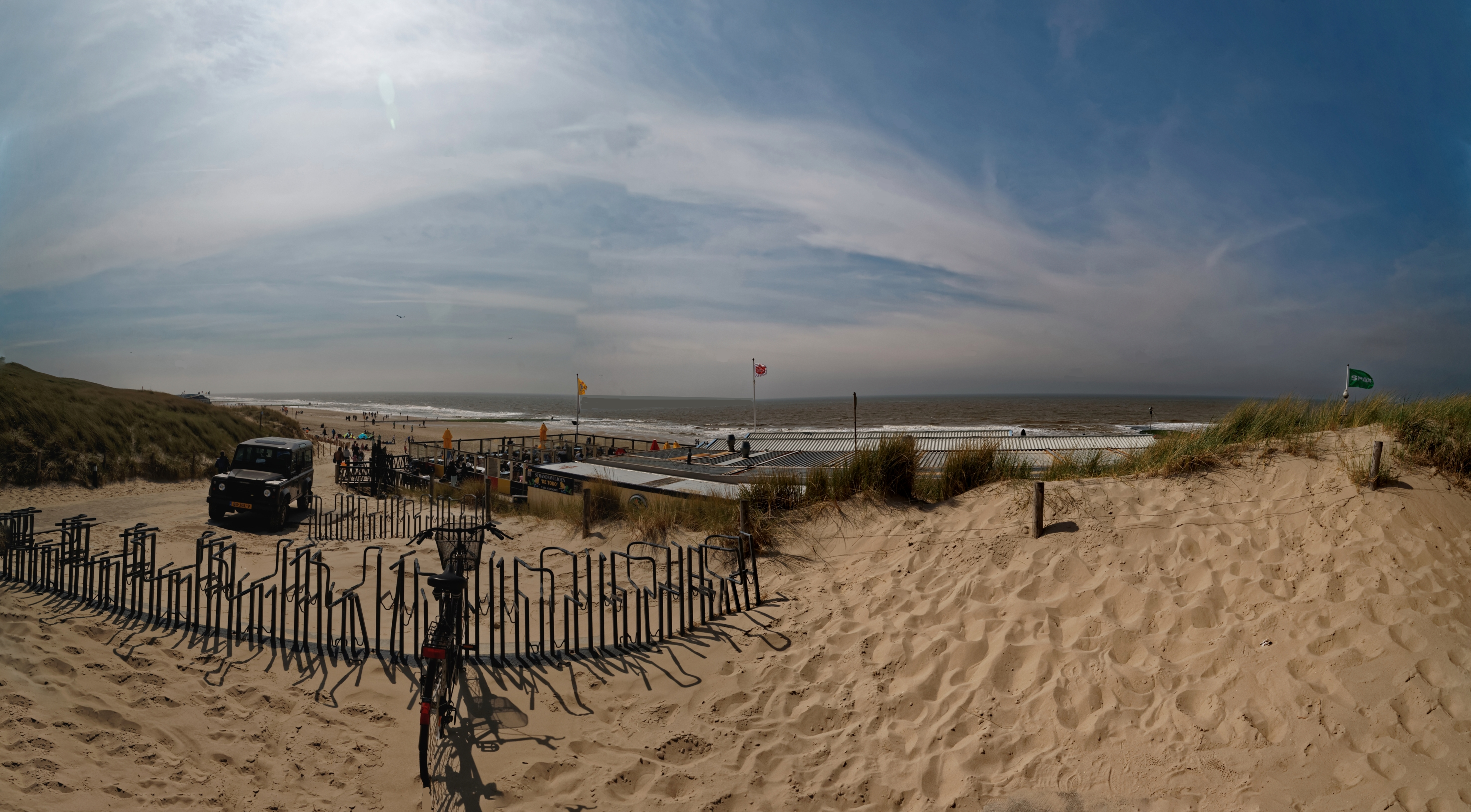
Вид на пляж
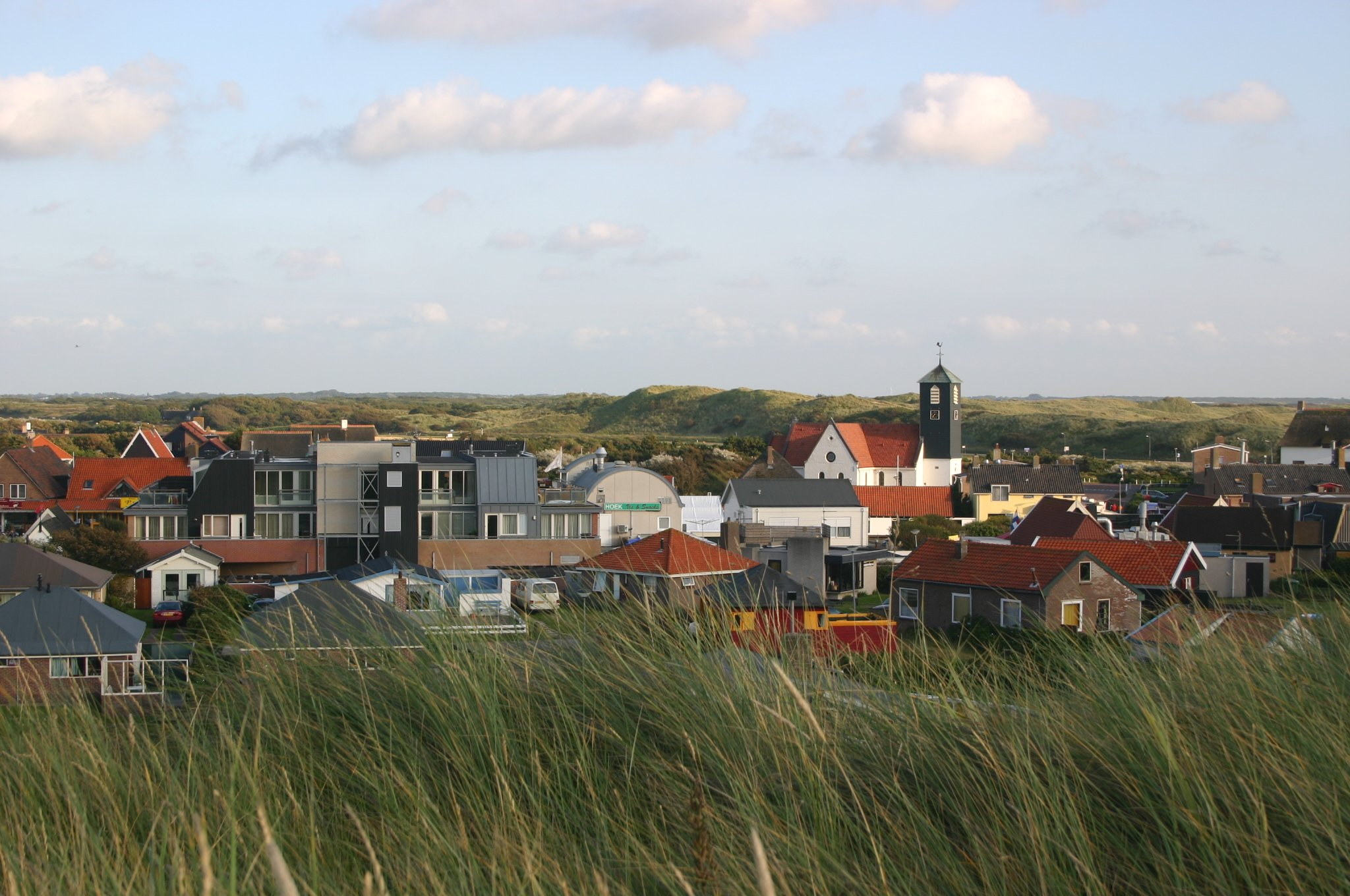
Вид на село з дюн